# Gortzius Geldorp
Gortzius Geldorp (Lovanio, 1533 – Colonia, 1616) è stato un pittore fiammingo.
Allievo di Frans Francken I e di Frans Pourbus il Vecchio, nel 1579 iniziò a dipingere a Colonia, dove lavorò per molti anni come ritrattista. Suo figlio George Geldrop lavorò in Inghilterra.